# NGC 6160
NGC 6160 is een elliptisch sterrenstelsel in het sterrenbeeld Hercules. Het hemelobject werd op 18 maart 1787 ontdekt door de Duits-Britse astronoom William Herschel.

## Synoniemen
- UGC 10400
- MCG 7-34-42
- ZWG 224.32
- PGC 58199